# Ballist

Romersk ballist med stenskott.

Ballist eller ballista, i Sverige även benämnd bänkarmborst (yngre fornsvenska: benkarmborst), är en antik och medeltida slungmaskin (bågkastmaskin) som skjuter sten eller stora pilar och arbetar efter spännarmar likt ett uppskalat armborst. De förekom som belägringsvapen, befästningsvapen och sjöartilleri.

## Etymologi och terminologi

### Romarriket

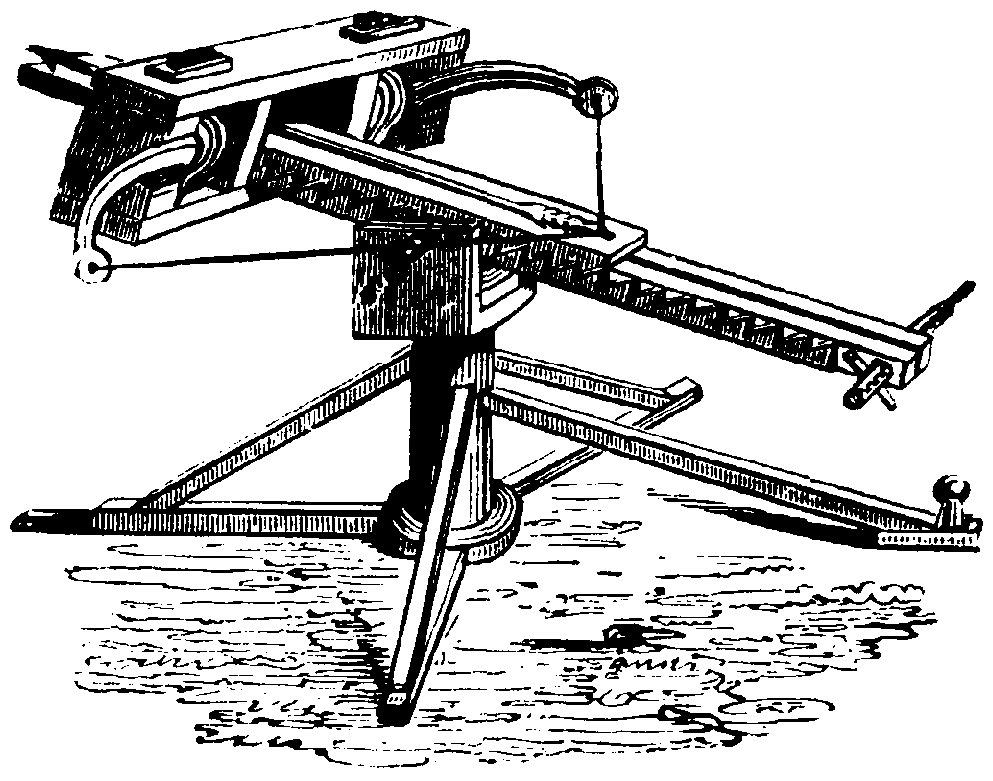
Illustration av en romersk catapulta med pilskott ur Nordisk familjebok (1904).

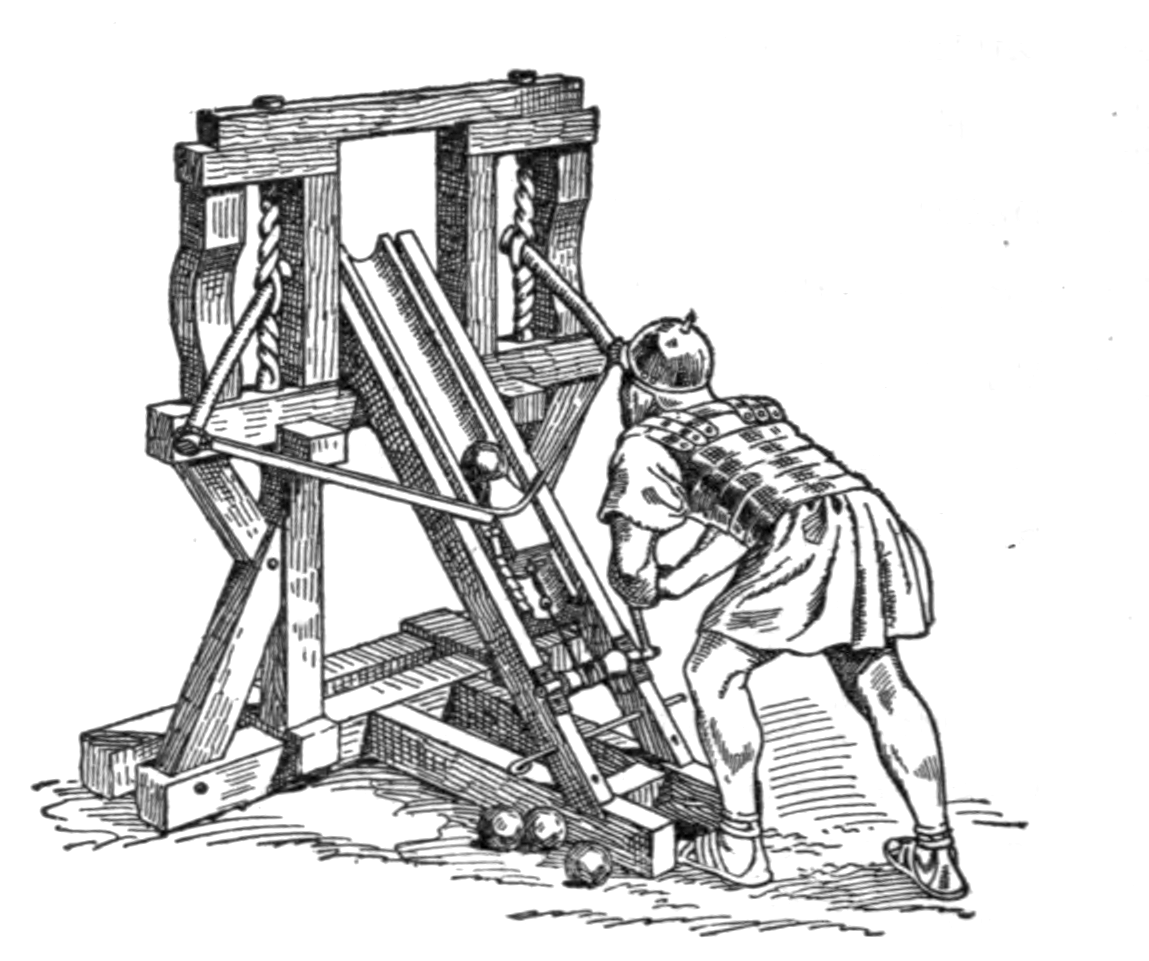
Illustration av en romersk balista med stenskott.

I modern tid kallas vapnet främst efter det latinska namnet latin: balista, vilket i svenskan blivit 'ballist' eller 'ballista', belagt redan under 1700-talets första hälft. Detta språkbruk skiljer sig från Romarrikets ursprungliga terminologi, där bänkarmborst indelades i balista och catapulta efter ammunitionstyp:
- balista – avsåg bänkarmborst som sköt stenkulor och liknande.[5] Namnet härrör från klassisk grekiska: βαλλίστρα (ballistra) i liknande betydelse, vilket ungefär betyder ”kastare”, avledning till βάλλω (ballō, ”kasta”).[4]
- catapulta – avsåg bänkarmborst som sköt stora pilar och dito.[5] Namnet härrör från klassisk grekiska: καταπέλτης (kătăpéltēs) i liknande betydelse, bildat till κατά (kata, ”mot”) och πάλλειν (pállein, ”kasta, svinga (vapen)”), ungefär ”anskjutare”.[6]

Catapulta kom likt balista senare att få ny betydelse som kastmaskin i utbred betydelse, se katapult.

### Bänkarmborst
I den historiska svenskan användes andra begrepp för vapnet. I den äldsta kända tryckta ordboken på svenska Variarum rerum vocabula (ungefär ”Termer för olika saker” på latin), utgiven i Stockholm 1535, finns latinets balista översatt till dåtidens medeltidssvenska som 'bänkarmborst':
| ”                          | Balista – benkarmborst: enahanda boghe som kunde skiutas stenar oc stoor skot mz (”en slags båge som kunde skjutas stenar och stora skott med”) | „ |
| – Variarum rerum vocabula, | |   |

Vad bänk står för är oklart. Begreppet återfinns även i samtida nyhögtyska: bankarmbrust och medelnederländska: bancarmborst. I nederländska ordboken Bijdrage tot een Middel-en Oudnederlandsch woordenboek (1869) står:
| ” | Bancarmborst (bänkarmborst) – skjututrustning som brukade placeras på en bank (eller bänk). ... Detta vapen var, enligt vissa, ett tungt armborst som måste spännas på ett mekaniskt sätt. Huydecoper tvivlar emellertid, eftersom c:et och t:et i gamla skrifter är nästan oskiljbara från varandra, om man inte bör läsa banc- som bant- och därmed bantarmborst, varav bant torde härröra franskans bander (”spänna”). | „ |
| – Oudemans, Anthonie Cornelis (1869). Bijdrage tot een Middel-en Oudnederlandsch woordenboek. Arnhem, H. W. van Marle. sid. 303. https://archive.org/details/bijdragetoteenm00oudegoog/page/302/mode/2up?q=Banokaerdt. Läst 7 maj 2025 | |   |

Om man utgår från att 'bänk' (tyska: Bank, medelnederländska: banc) är historiskt korrekt kan det exempelvis teoretiskt stå för 'bänk' i betydelsen 'bank', såsom skyttebank, och syfta på befästning. Bänk har även brukats som begrepp för husgrund och dito och kan möjligen ha avsett vapnets lavettage.

## Beskrivning

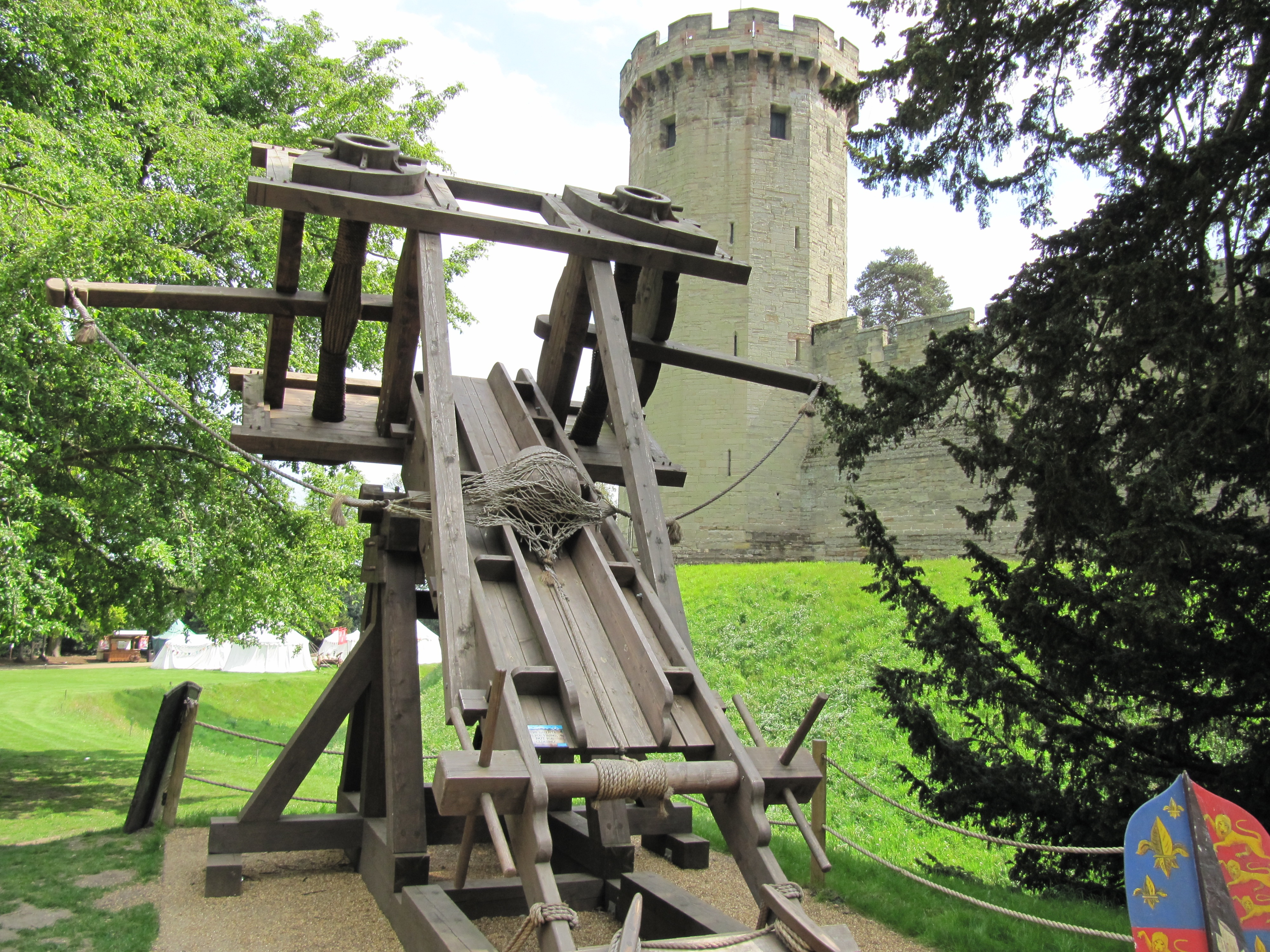
Replik av en romersk ballist för stenskott.

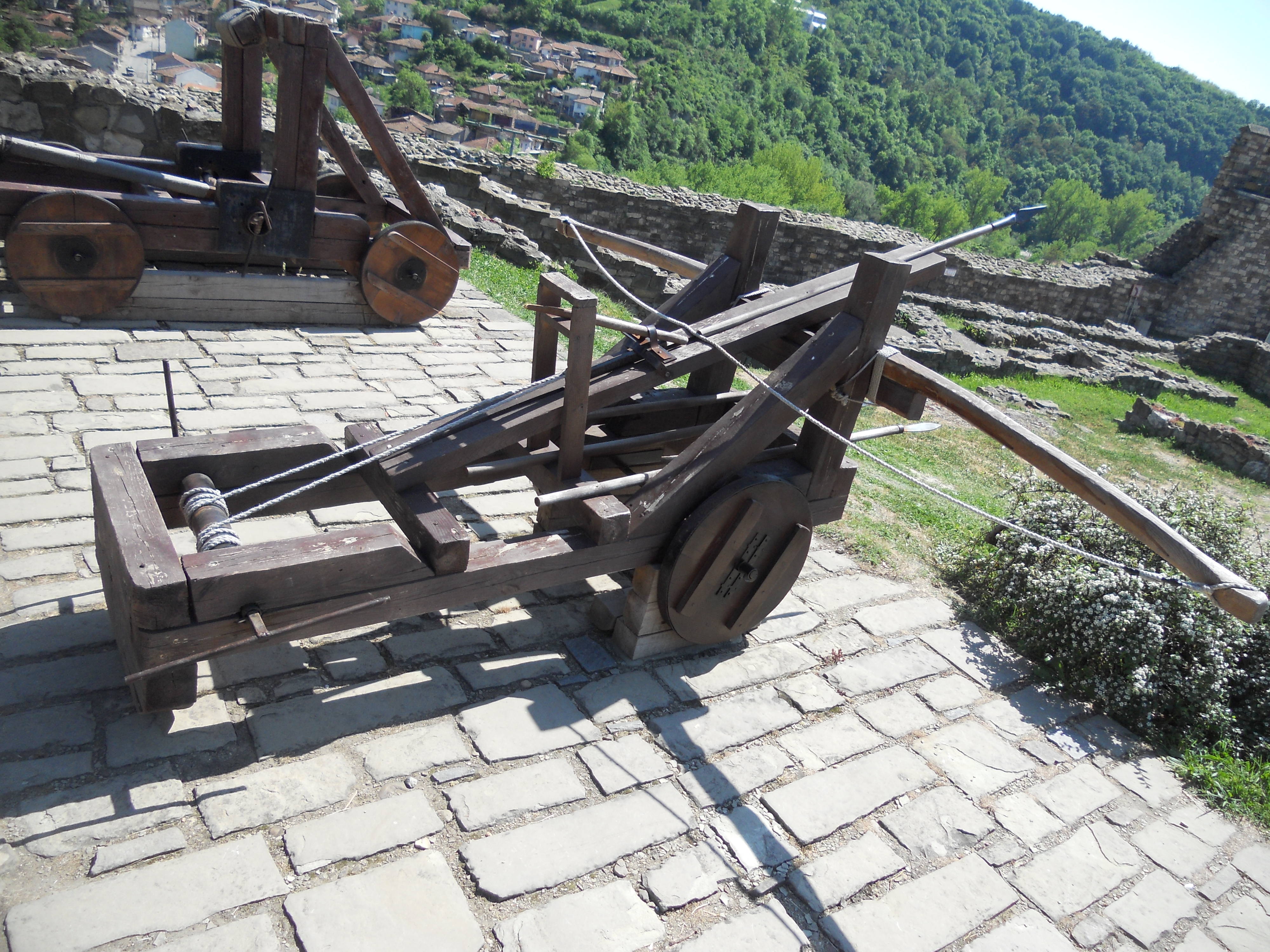
Replik av en bänkarmborst med bågarm.

Vapnet fungerade i stort sett som ett stort armborst. Mellan spännarmarna satt en slunga, i princip en stor bågsträng, som sköt projektiler via en skena på vapnet, antingen i skenan eller med travare (släde). Projektilerna kunde vara stenkulor stora som gatstenar eller kolossala pilar, historiskt kallade skott, vilka kunde nå skjutavstånd på upp till tusen meter.

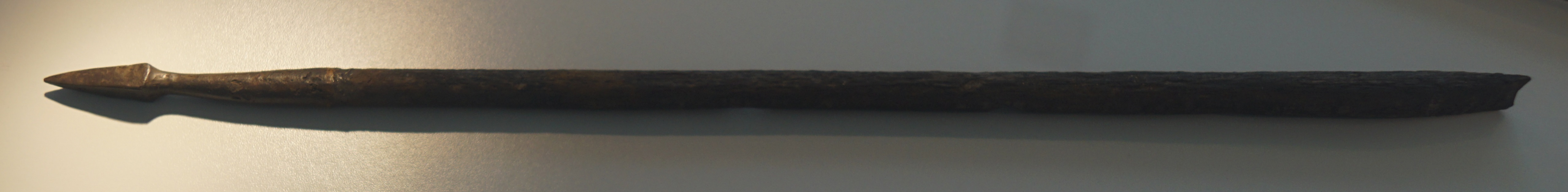
Romerskt catapulta-skott (pil) funnet i Utrecht, Nederländerna 2019.

I den romerska konstruktionen fick spännarmarna eller tyngden sin drivkraft från fjäderanordningar av tågvirke som drogs tillbaka med vinsch.
Vapnet användes från antiken och genom medeltiden och förekom som belägringsvapen, befästningsvapen och sjöartilleri. Bänkarmborst användes framför allt för att förstöra befästningar och flera tillsammans bildade ett artilleribatteri. I allmänhet byggdes de på de plats där de skulle användas. Material bestod både av härens medförda material, såsom tågvirket, och virke från närområdet.
De kunde även placeras på vagnar, vilket romarna kallade carroballista, ”vagnballist”.
Efter krutets införande trängdes bänkarmborsten undan till förmån för eldvapen.

## Historiska bilder

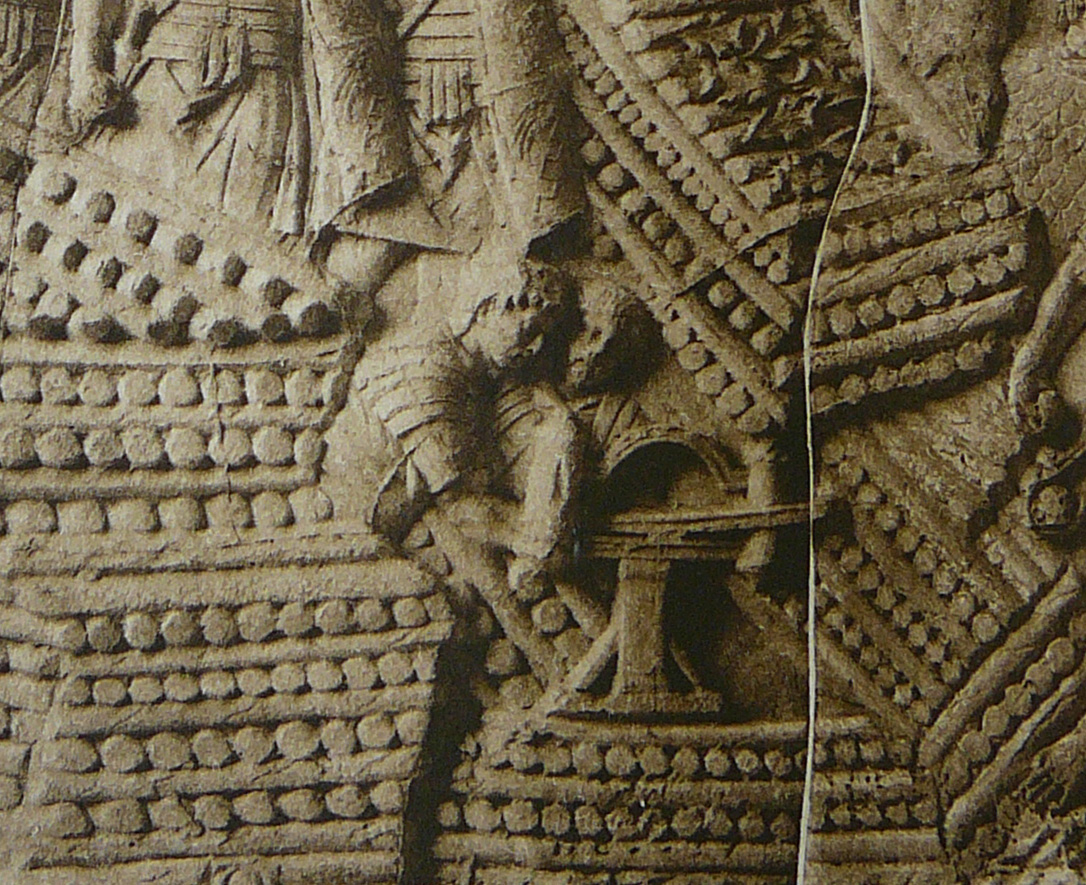
Relief av en romersk ballist på Trajanuskolonnen från 113 e.Kr.
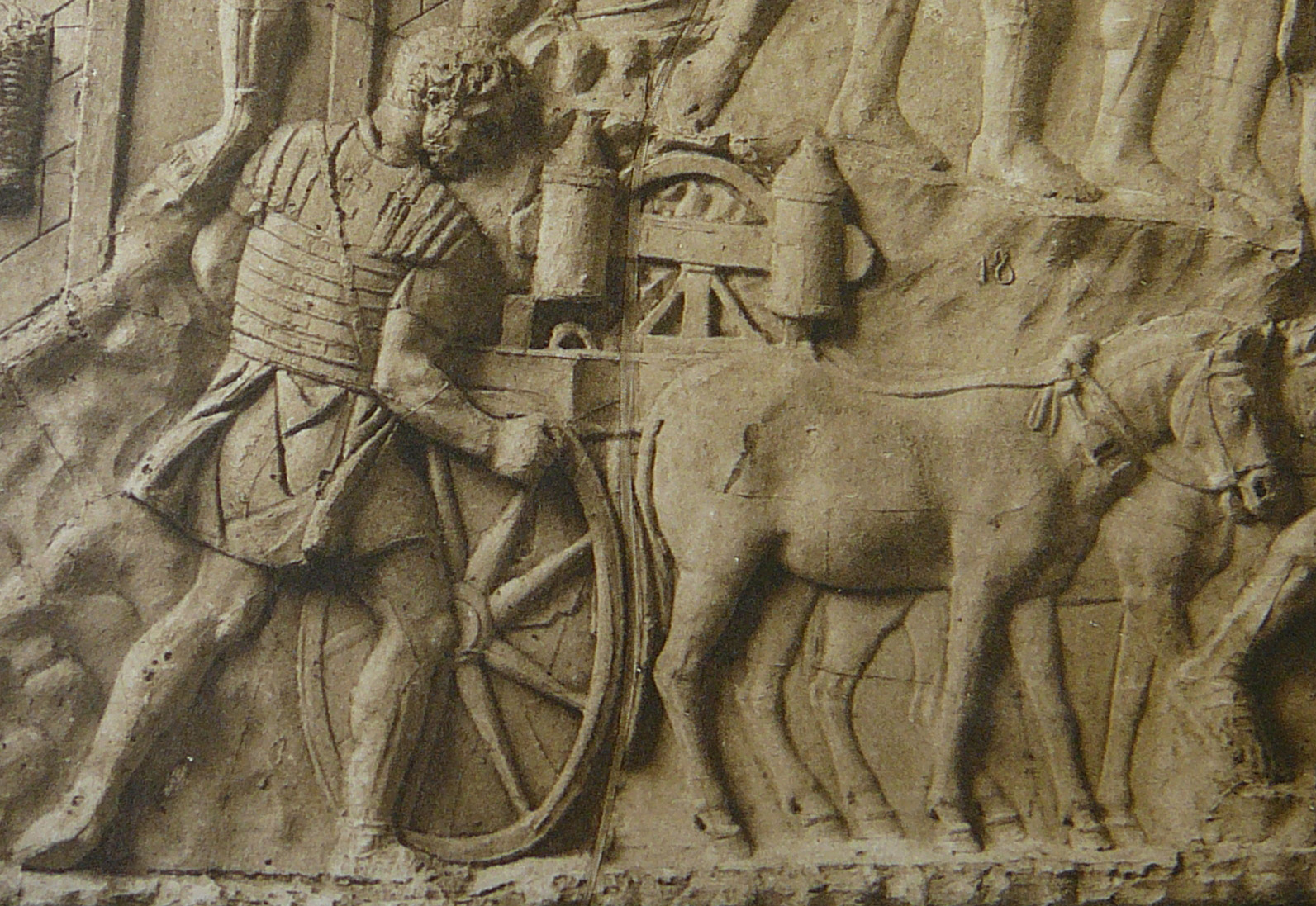
Relief av en romersk hästdragen carroballista på Trajanuskolonnen från 113 e.Kr.
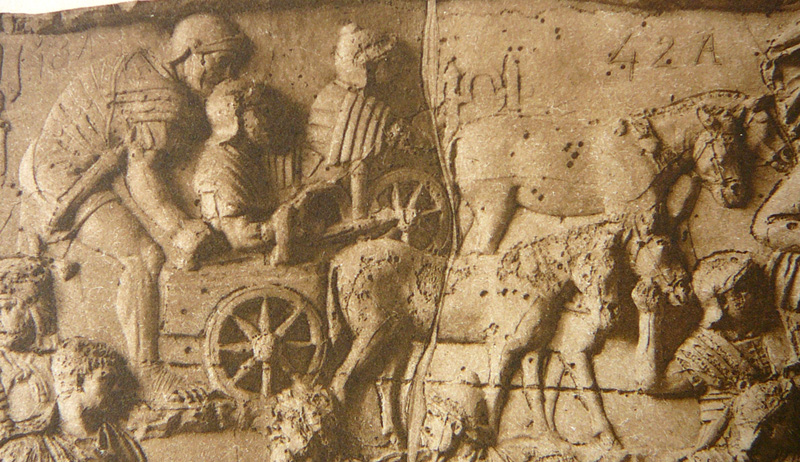
Relief av en romersk hästdragen carroballista på Trajanuskolonnen från 113 e.Kr.
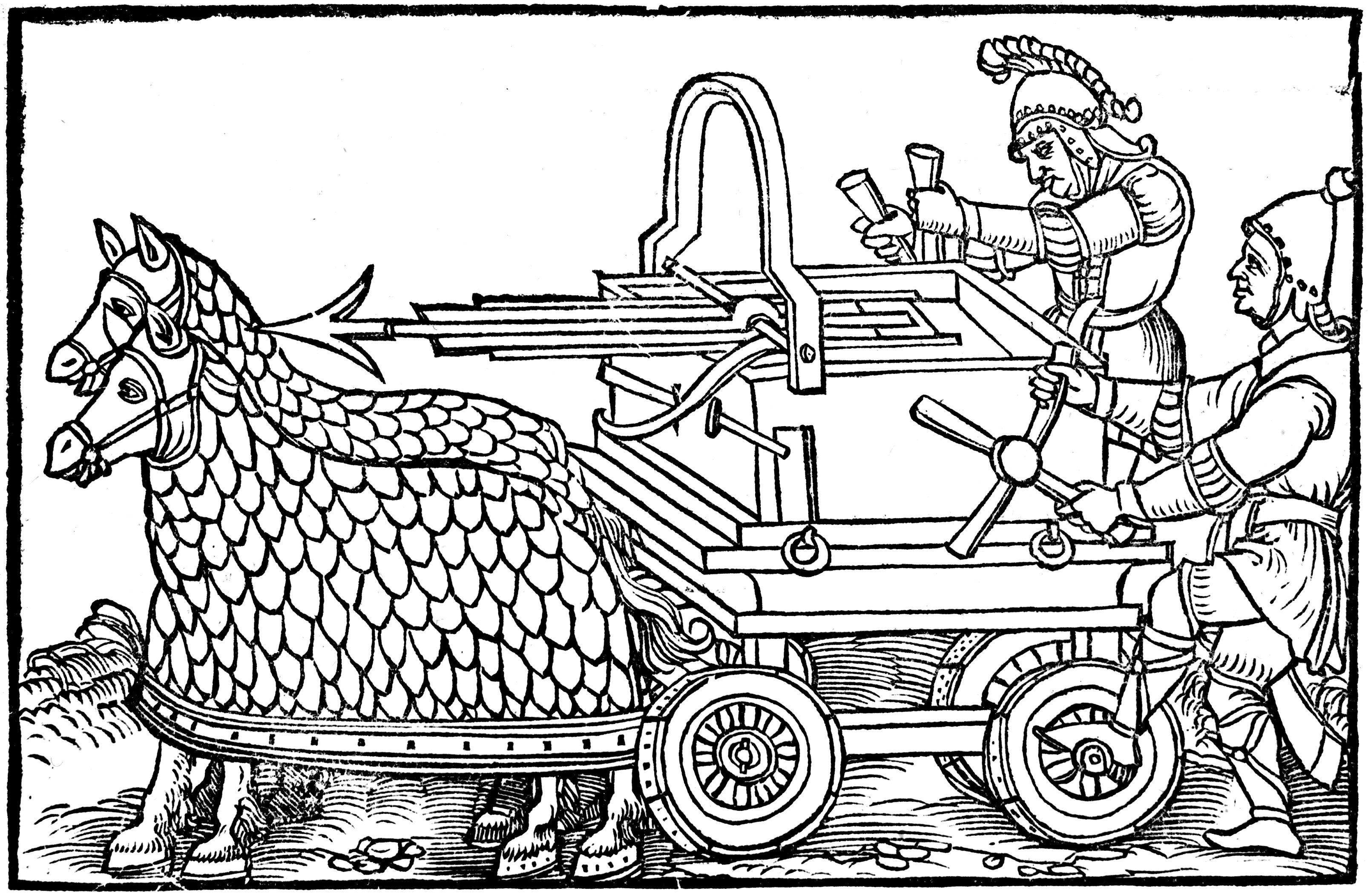
Teckning av hästdragen carroballista från cirka 1552 till nypublicering av verket De rebus bellicis (cirka 400).